# Horst Hirsig
Horst Hirsig (* 25. August 1929 in Lantow, Pommern; † 5. Januar 2019 in Berlin) war ein deutscher Kunstmaler und Hochschullehrer. Von 1993 bis 1997 war er Professor an der Hochschule für Bildende Künste Dresden und bis 1996 zudem deren Rektor. Der Maler Stefan Hirsig ist sein Sohn.

## Leben
Hirsig studierte 1949–1956 an der Hochschule der Künste (HdK) in Berlin. Von 1971 bis 1993 war er dort Hochschullehrer, von 1993 bis 1997 leitete er als Professor an der Hochschule für Bildende Künste Dresden eine Fachklasse für Grafik, Malerei und andere bildnerische Medien. In den Jahren 1993 bis 1996 versah er dort zusätzlich das Amt des Rektors. Sein künstlerisches Werk widmete sich vorwiegend der abstrakten, nichtgegenständlichen Malerei.

## Ausstellungen
- 1962 Forum Galerie Berlin
- 1965 Haus am Lützowplatz, Berlin
- 1966 Galerie U.Recickych, Prag (mit Günter Ohlwein)
- 1966 Kunsthaus Brünn (mit Günter Ohlwein)
- 1967 Kunstverein Kassel
- 1968 Galerie Springer, Berlin
- 1974 Nationalgalerie, Berlin (mit Ursula Sax und Gerd van Dülmen)
- 1978 Neuer Berliner Kunstverein
- 1989 Haus am Lützowplatz, Berlin
- 1989 Galerie 48, Hof
- 1989/93 Galerie Pospiescyk, Regensburg
- 1990 Galerie Nalepa, Berlin
- 1991 Städtische Galerie Paderborn
- 1992 Atelier 48, Hof
- 1992 Galerie Kunstedition Waldherr, Kirchheimbolanden
- 1992 Galerie Steinacker, Koblenz
- 1993 Galerie an der Stadtkirche, Bayreuth
- 1993 Galerie Schoen + Nalepa, Berlin
- 1995 Städtische Galerie Rähnitzgasse, Dresden
- 1995 Kunststation Kleinsassen, Fulda
- 1996 Kunsthaus Apolda Avantgarde
- 1996 Brandenburgische Kunstsammlungen, Cottbus
- 1996 Kunsthütte Chemnitz/Neue Sächsische Galerie
- 1996 Galerie Annemarie Taeger, Frankfurt/Main
- 1996 Art Cologne, Köln; Galerie Döbele, Stuttgart
- 1997 Kunstverein Hof e. V.
- 1997 Kunst Edition Waldherr, Kirchheimbolanden
- 1997 Kulturforum Villa Oppenheim, Berlin
- 1997 Kairos New Art Gallery, München
- 1997 Kunstmarkt Dresden
- 1997/98 Galerie Döbele, Dresden
- 1998 Kunstsammlungen, Staatliches Museum Schwerin
- 1998/99 Galerie Lothar Kurz, Lenting
- 1999 Galerie Annmarie Taeger, Frankfurt
- 2001 Kunstverein Augsburg
- 2003 MAE Galerie Irene Eickmeier, Berlin
- 2004 Kunstverein Bayreuth
- 2007 Museum Eberswalde
- 2007 Galerie Bernau, Bernau/bei Berlin
- 2010 Kunstverein Hof, REHAU ART, Rehau
- 2013 Kunsthaus Potsdam e. V., Potsdam
- 2014 Momente. Augenblicke., Kommunale Galerie, Berlin[2]